# Exenteration
Exenteration (Exenteratio), Eventration (Eventratio) oder Eviszeration (Evisceratio) sind die medizinischen Fachbegriffe für das Herausnehmen (ex- aus, heraus) von Eingeweiden (griechisch: enteron, lateinisch: viscera), die sogenannte „Ausweidung“. Die Begriffe können synonym verwendet werden. Laut Duden existiert zwar das Verb exenterieren, nicht jedoch das zugehörige Substantiv Exenterierung.

## Leichenkonservierung
Bereits im Alten Ägypten war bekannt, dass sich die auf künstlichem Wege eingeleitete Konservierung eines Leichnams durch das Entfernen des Gehirns, der inneren Organe und der Eingeweide erheblich verbessern und vereinfachen lässt. In Europa begünstigten ähnliche Erkenntnisse im Mittelalter die Ausbreitung der getrennten Bestattung von Herz, Innereien und Körper, wobei die separate Herzbestattung im 17. Jahrhundert  ihren Höhepunkt erreichte. 
Ab Mitte des 19. Jahrhunderts revolutionierte die Entdeckung des Formaldehyds (1855) die auf künstlichem Wege eingeleitete Leichenkonservierung, sodass die Entfernung von Herz und Eingeweiden unnötig wurde und sich bei entsprechender Dosierung der Chemikalien auch eine langfristige Erhaltung des Leichnams erreichen ließ.

## Operationen
Das vorübergehende Verlagern des Dünndarmpaketes vor die Bauchdecke im Rahmen einer offenen Bauchoperation wird auch als Exenteration bezeichnet. Dies ist häufig erforderlich um in der Bauchhöhle Platz für weitere Operationsschritte zu schaffen.
In gynäkologischem Kontext wird unter Exenteration die Entfernung der Eingeweide des kleinen Beckens verstanden (Exenteratio oder Evisceratio pelvis). Hierbei werden Vagina und inneres Genitale entfernt. Bei der vorderen Exenteration werden zusätzlich Blase und Harnröhre, bei der hinteren Exenteration Perineum, Anus und Enddarm entfernt. Die totale Exenteration ist die Kombination aus vorderer und hinterer Exenteration. Diese sehr invasive Operation wird in ausgewählten Fällen lokal fortgeschrittener Vulva-, Vaginal- und Zervixkarzinome vorgenommen.
Als Exenteratio oculi oder Exenteratio bulbi (auch Enucleatio bulbi) wird in der Augenheilkunde das Entfernen des Augapfels (Bulbus oculi) bezeichnet, die Exenteratio orbitae ist das Ausräumen der Augenhöhle (Orbita).

## Hinrichtung
Zur Hinrichtungsmethode siehe Ausdärmen.